# 王钧 (1914年)
王钧（1914年—2000年7月23日），黑龙江省汤原县人，东北抗日联军后期重要军事领导人。中国人民解放军开国大校。

## 生平
1933年10月，参加汤原红军游击队。由战士逐步提升为班长、排长、连长。1935年加入中国共产党。1937年6月任东北抗联六军教导团政治部主任，教导团与二师十一团参加第一次西征。1938年7月，任东北抗联六军二师十一团政治部主任兼团长和西征部队党委委员。转战北安、德都、讷河、嫩江、克东、克山、拜泉、富裕、依安等地。1940年1月末在呼伦贝尔盟境内坚持游击战争。1941年7月，率队第三次进入呼盟开展游击战争。后来十二团与六军一师一团合并为三路军三支队，支队长王明贵，参谋长王钧，转战北安、讷河、克山、呼伦贝尔盟等地。
1945年日本投降后，王钧赴北安，任苏联红军卫戍司令部副司令。1945年11月15日，任黑龙江军区副司令员兼参谋长。后兼任黑龙江省议会参议长、省剿匪总指挥。
1954年9月任黑龙江省军区副司令员。1958年8月转业任黑龙江省体委主任。1964年8月任黑龙江省人民委员会视察室副主任、黑龙江省委视察研究室副主任。1986年7月，任黑龙江省顾问委员会委员。1988年6月离休。 
获中国人民解放军大校军衔、二级八一勋章、二级独立自由勋章、二级解放勋章、新中国体育开拓者奖、体育工作贡献奖。1995年反法西斯战争胜利50周年被俄罗斯政府授予“朱可夫勋章”。